# USS Hornet (CV-8)
USS Hornet (CV-8) — американський авіаносець класу «Йорктаун». Сьомий корабель у ВМС США з такою назвою. Закладений 25 вересня 1939 року і вступив у стрій 20 жовтня 1940-го.
20 травня 1942-го з його палуби злетіли бомбардувальники B-25, що завдали авіаудар по Токіо. Авіаносець відіграв важливу роль у битві за Мідвей. У серпні-жовтні брав участь у кампанії на Соломонових островах. 26 жовтня був потоплений під час бою біля островів Санта-Крус.

## Історія служби
Закладений 25 вересня 1939 року. Спущений на воду 14 грудня 1940 року. Вступив у стрій 20 жовтня 1941 року, за 7 тижнів до нападу японців на Перл-Гарбор.
Після закінчення бойової підготовки в Карибському морі в березні 1942 року перейшов з Норфолка на Тихий океан.

### Рейд Дуліттла

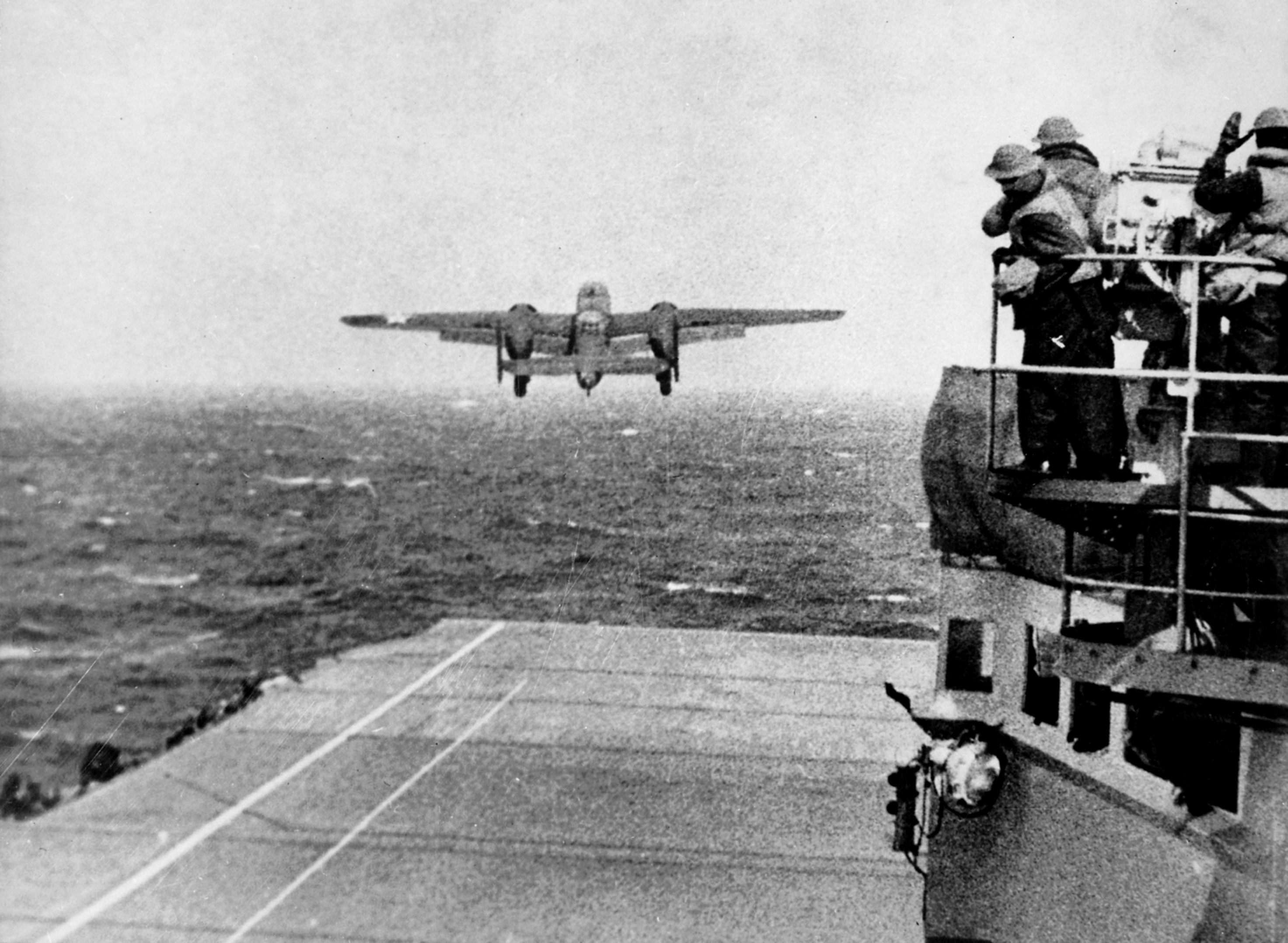
Рейд Дуліттла. Зліт бомбардувальника B-25

Першою та найзнаменнитішою операцією «Горнета» був наліт на Токіо. Після 2 місяців інтенсивних тренувань 2 квітня 1942 року авіаносець вирушив до берегів Японії з 16 літаками B-25 Mitchell на борту. Оскільки на його борту вже не було місця для інших літаків, його прикривав авіаносець «Ентерпрайз».
За планом, літаки повинні були злетіти за 400 миль від узбережжя Японії. Проте, вранці 18 квітня з'єднання було помічене японцями. Було прийняте рішення випускати літаки за 650 миль від узбережжя. Попри складні умови, всі літаки успішно злетіли та атакували цілі на Японських островах. Всі літаки, крім одного, були втрачені. Єдиний уцілілий літак приземлився на території СРСР, його екіпаж був інтернований. Більшість льотчиків уціліли і згодом повернулися до США.
Наліт не мав серйозних військових наслідків, але мав велике політичне та пропагандистське значення, оскільки вперше була атакована територія власне Японії.

### Битва за Мідвей

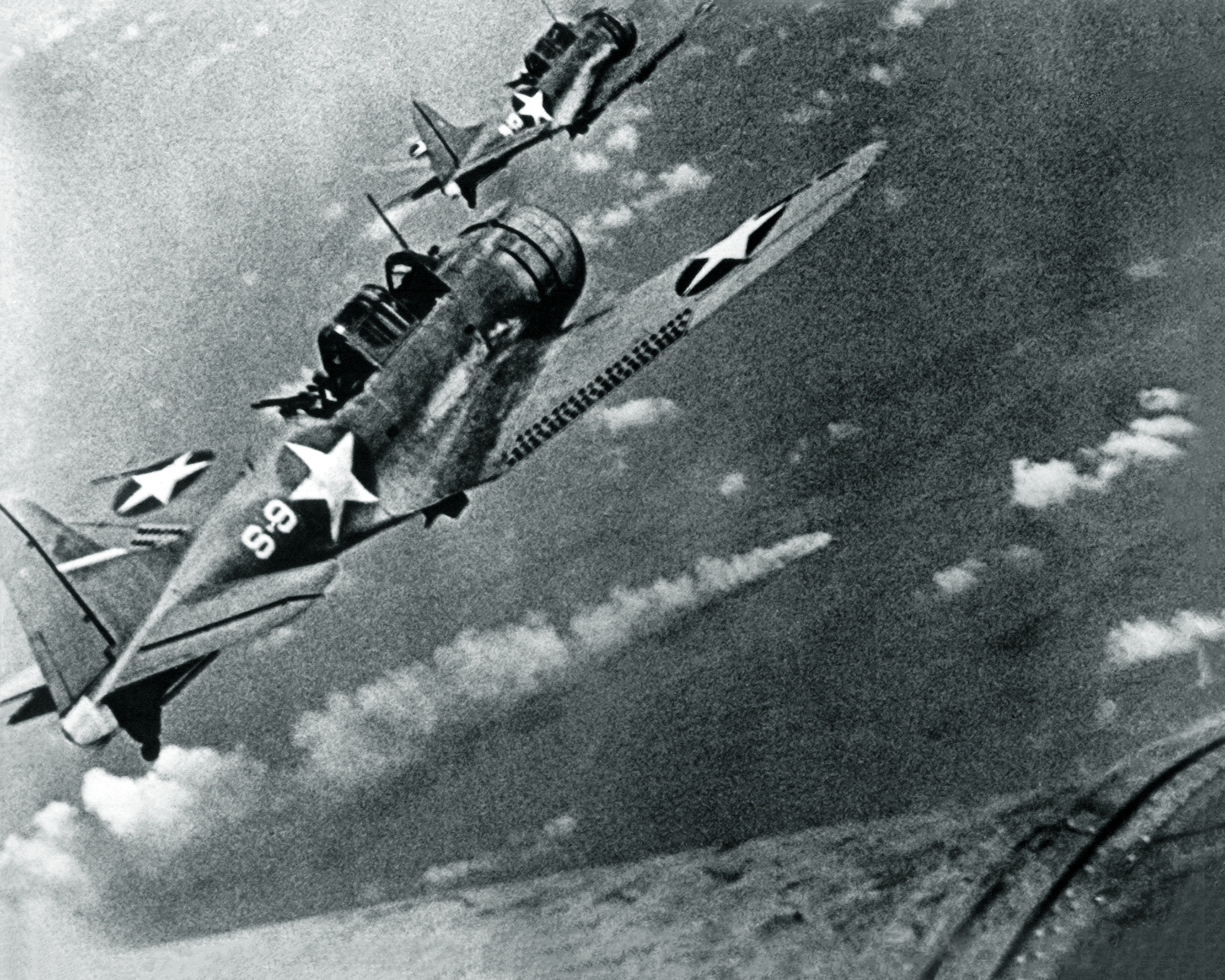
Бомбарадувальники SBD «Донтлес» з «Горнета» в битві за Мідвей

Через наліт на Токіо «Горнет» не встиг взяти участь у битві в Кораловому морі. У кінці травня авіаносець повернувся до Перл-Гарбора у зв'язку з очікуваним нападом японців на Мідвей.
Вранці 4 червня були помічені японські авіаносці, і командувач 16 оперативним з'єднанням адмірал Реймонд Спрюенс скерував літаки на авіаносне з'єднання противника. Винищувачі та пікіруючі бомбардувальники, провівши безрезультатний пошук, змушені були повернутись, причому частина літаків приземлилась на аеродромі атола Мідвей, а 9 винищувачів взагалі здійснили посадку на воду, оскільки в них закінчилося пальне. Першими противника знайшли торпедоносці. Ескадрилья VT-8 з 15 літаків TBD «Девастейтор» з «Горнета» атакувала в першій хвилі, але не досягла успіху. Всі літаки були втрачені, в живих залишився тільки один пілот. Також були збиті і 10 торпедоносців ескадрильї VT-6. Проте ця самогубча атака завадила японцям заправити та переозброїти літаки, які брали участь у нальоті на Мідвей. Зразу ж після цієї атаки японські кораблі були атаковані пікіруючими бомбардувальниками з «Ентерпрайза». Бомби вразили два японські авіаносці — «Акаґі» та «Каґа». В той же час літаки з «Йорктауна» атакували та вразили третій авіаносець «Сорю».
Вдень літаки з «Ентерпрайза» та «Йорктауна» помітили та вразили останній японський авіаносець «Хірю». Оскільки «Горнет» на цей час змушений був приймати літаки з пошкодженого «Йорктауна», його ударні літаки піднялися в повітря із запізненням. Прибувши до місця розташування японських кораблів, авіатори побачили останній японський авіаносець близьким до затоплення та атакували кораблі супроводу, проте безрезультатно.
6 червня літаки з двох авіаносців атакували два японські важкі крейсери. В першій атаці літаки з «Горнета» досягли двох влучань в крейсер «Могамі» та близьких розривів біля борту «Мікума». У другій атаці американці досягли шести влучань в «Мікума», одного в «Могамі» і одного в есмінець «Арасіо». В результаті «Мікума» був потоплений, «Могамі» та «Арасіо» пошкоджені. Під час атак було втрачено 2 пікіруючі бомбардувальники.
Всього за час битви авіагрупа «Горнета» втратила 12 винищувачів, 15 торпедоносців та 5 пікірувальників.

### Бої біля Соломонових островів
Під час висадки десанту на Гуадалканал у серпні 1942 року «Горнет» перевозив винищувачі морської піхоти. Потім він приєднався до авіаносців «Уосп» та «Саратога».
Американські кораблі, що знаходились в даному районі, постійно перебували під загрозою японських підводних човнів. 31 серпня атакою підводного човна I-26 був пошкоджений авіаносець «Саратога», а 15 вересня підводний човен I-19 потопив «Уосп».
17 вересня підводний човен I-11 атакував «Горнет», випустивши по ньому три торпеди. Одна торпеда пройшла повз корабель, а дві інші були знищені літаками. А втім, враховуючи, що «Ентерпрайз» на той час був відправлений на ремонт у Перл-Гарбор, «Горнет» залишався єдиним авіаносцем в районі бойових дій. Щоб уникнути атак підводних човнів, авіаносець був передислокований до острова Еспіріту-Санто. У вересні-жовтні літаки авіаносця здійснювали підтримку військ на Гуадалканалі та охорону конвоїв, які достачали на острів підкріплення та припаси.

### Бій біля островів Санта-Крус

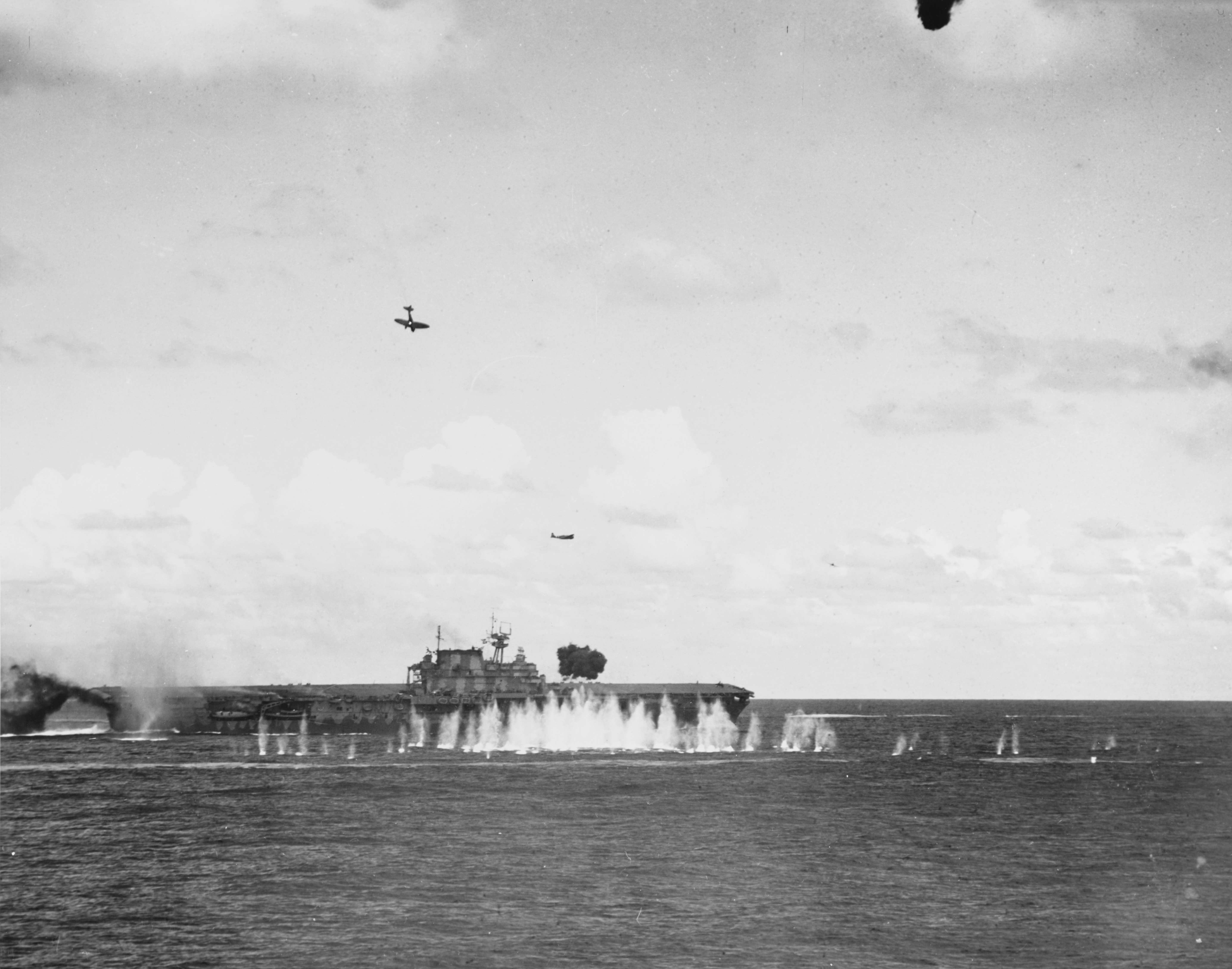
Атака на «Горнет» під час бою біля островів Санта-Крус

23 жовтня 16 оперативне з'єднання американського флоту під командуванням контрадмірала Кінкейда прибуло до Соломонових Островів. Основні японські сили також підійшли до району бойових дій. До цього часу сухопутний наступ японців на аеродром Гендерсон захлинувся, і японський флот готувався до бою з американськими кораблями.

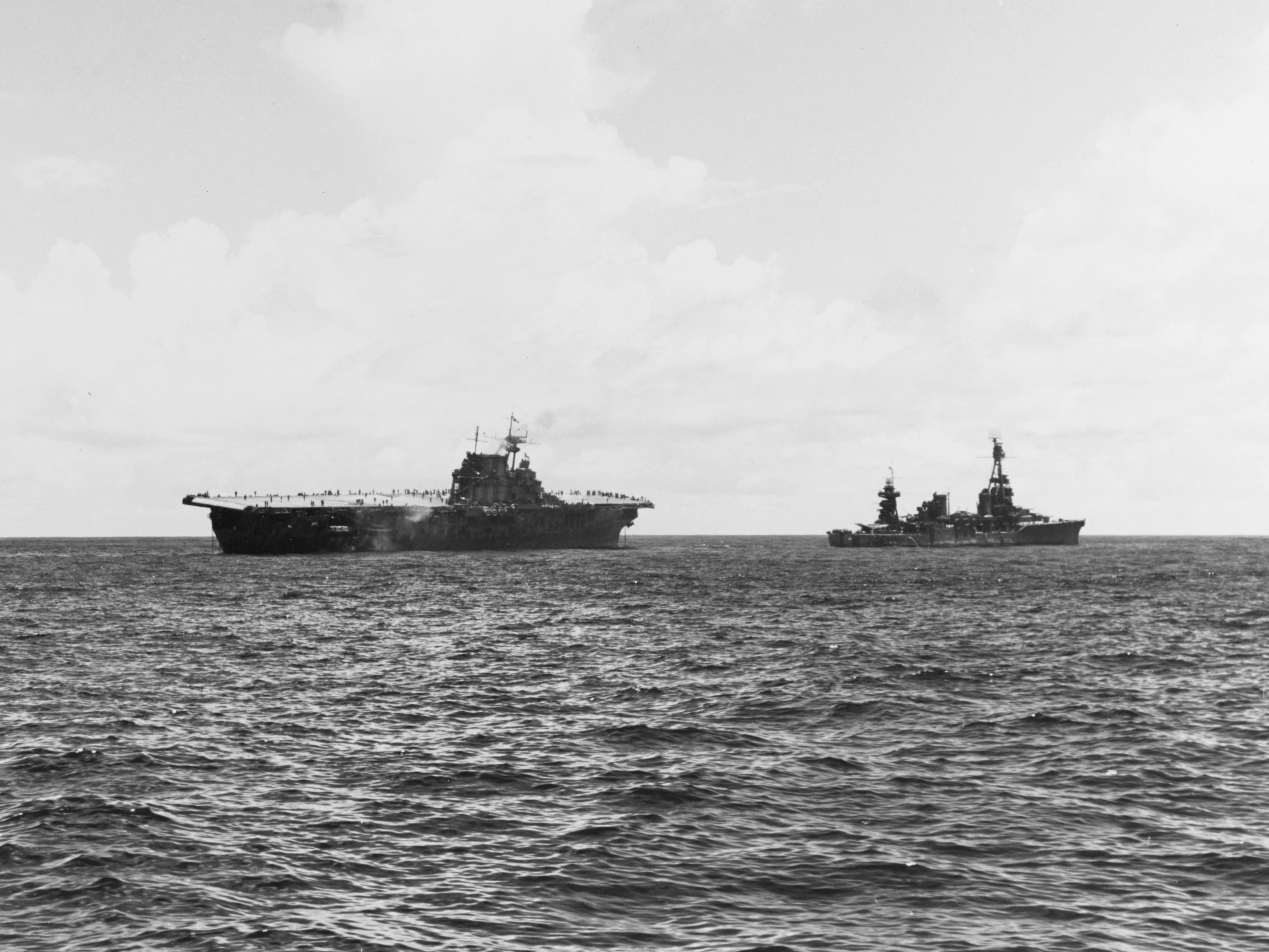
Крейсер «Нортгемптон» намагається буксирувати пошкоджений «Горнет»

26 жовтня супротивники помітили одні одних, розпочався бій. Перша атака японців була спрямована на «Горнет». Корабель був атакований 20 торпедоносцями «Кейт» з авіаносця «Сьокаку» та 21 пікіруючими бомбардувальниками «Вел» з «Дзуйкаку» у супроводі 12 винищувачів «Зеро». Всупереч контрзаходам американських винищувачів, їм вдалось вразити авіаносець 4 бомбами та 2 торпедами. Крім того, в корабель врізалися два підбиті літаки — один «Вел» та один «Кейт».
«Ентерпрайз», що був неподалік, не був помічений японцями, оскільки був накритий дощовим шквалом. Втрати японців склали 10 «Кейтів», 11 «Велів» та 3 «Зеро».
В цей час літаки «Горнета» атакували японське з'єднання. Перша група з 10 пікіруючих бомбардувальників досягла 6 влучань в «Сьокаку», серйозно пошкодивши його. Друга група двома бомбами вразила крейсер «Тікума» з групи супроводу.

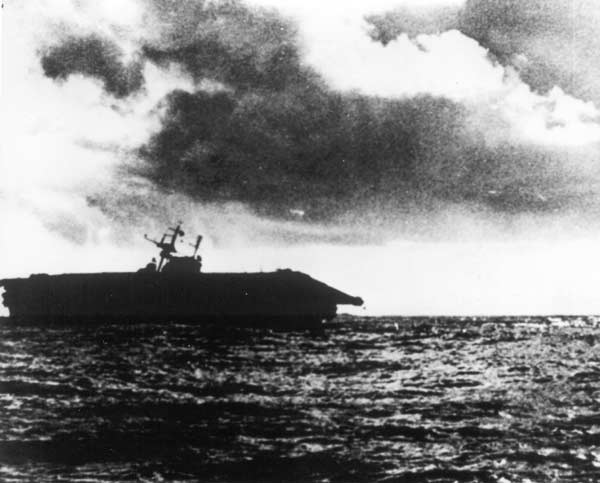
Тонучий «Горнет»

Пошкодження «Горнета» були дуже серйозними. Пожежі палали по всьому кораблю. Система пожежогасіння була пошкоджена, заклинило стерно. Завдяки героїчним зусиллям екіпажу та допомозі есмінців супроводу пожежі вдалось загасити, і крейсер «Нортгемптон» спробував взяти авіаносець на буксир. Але ця спроба була зірвана одним неозброєним «Кейтом», який, імітувавши атаку, змусив обрубати буксирувальний трос. Після цього з авіаносця зняли екіпаж, крім аварійних команд. О 15-00 була здійснена друга спроба взяти пошкоджений корабель на буксир. Але в цей момент з'єднання було атаковане наступною хвилею японських літаків з авіаносця «Дзюнйо». Їм вдалось влучити однією торпедою в правий борт «Горнета». Дві наступні атаки були безуспішними, але боротьбу за порятунок корабля було вирішено припинити і аварійні команди стали покидати приречений авіаносець. Увечері корабель, покинутий екіпажем, був атакований востаннє — в нього влучила бомба.
Хоча команда покинула «Горнет», на якому вирували пожежі, проте, корабель тримався на плаву. Тому було прийняте рішення потопити його. У корабель випустили кілька торпед та обстріляли 430 снарядами з 127-мм гармат в районі ватерлінії, проте корабель все ще тримався на плаву. В цей час підійшли японські кораблі, і американські есмінці змушені були відступити. Японці не змогли буксирувати сильно пошкоджений корабель, і вранці 27 жовтня есмінці «Макігумо» та «Акігумо», випустивши в «Горнет» 6 потужних 610-кг торпед, потопили його.
Всього в бою загинуло 130 членів екіпажу. Частині літаків вдалось сісти на «Ентерпрайз».

## Виявлення затопленого корабля
За повідомленнями преси, дослідницьке судно «Петрел» у кінці січня 2019 року виявило затонулий авіаносець «Горнет» у районі Соломонових островів  на глибині 5,3 тисячі метрів. Для експедиції авіаносець «Горнет» був у списку пріоритетних цілей, оскільки належить до першорядних кораблів, втрачених у битвах Другої світової війни та вважається таким, що становить значну історичну цінність. Після вивчення численних документів з різних кораблів, залучених до події тодішнього бою біля островів Санта-Крус, місце затоплення було визначене настільки точно, що вже перше занурення підводного робота виявило залишки корабля та дало змогу зробити досить виразні його фотографії.